# José Magnani
José Magnani (São Paulo, 6 de março de 1913 — 24 de julho de 1966) foi um ciclista brasileiro, responsável, juntamente com Dertônio Ferrer e Hermógenes Netto, pela primeira participação do Brasil em Jogos Olímpicos na modalidade do ciclismo.

## História
Paulistano da Barra Funda, Magnani começou a se interessar pelo ciclismo desde criança, pois seu tio Aldérico Magnani foi ciclista entre 1909 e 1913. Também seus irmãos, Antonio, Archanjo, Américo e Fioravanti Magnani interessaram-se pelo esporte do pedal, e o sobrenome Magnani tornou-se sinônimo de ciclismo no Brasil da época.

## Carreira
Aos 16 anos, em 28 de abril de 1929, juntamente com seu irmão Antonio Magnani, participou da 1ª Prova Taça Taciano de Oliveira, representando a União Perdizes, conquistando o terceiro lugar, o que lhe valeu classificação para a edição seguinte da mesma prova.[carece de fontes?]
Na edição disputada em 9 de junho de 1929 percorreu o percurso Bom Retiro - Freguesia do Ó em 1 hora e 58 minutos, o que lhe valeu a medalha de ouro
Daí em diante, as competições e as primeiras colocações se sucederam até que, em 17 de julho de 1933, o jornal A Gazeta em sua edição esportiva nº 339, trouxe em sua página inicial sua foto de página inteira.
José Magnani também foi um dos fundadores e presidente da União Ciclística Bandeirante. 

### Participação nos Jogos Olímpicos
Participou da delegação brasileira que foi aos Jogos Olímpicos de Verão de 1936. Nos treinos classificatórios, a apenas oito dias antes da prova olímpica, José Magnani sofreu um grave acidente causado pela queda de um ciclista da equipe alemã em sua frente. A queda inevitável lhe causou sérios ferimentos no tornozelo, coxa e cotovelo esquerdos, e contusão na clavícula, que o afastaram dos treinos. Porém, em 10 de agosto de 1936,  José Magnani disputou a prova dos 100 quilômetros contra 118 ciclistas, representando o Brasil entre as 28 nações participantes, terminando na 39ª colocação, doze minutos após o vencedor.

### Após os Jogos Olímpicos
De volta ao Brasil, participou de inúmeras provas nacionais e sul-americanas, tendo corrido no Chile, Uruguai, Argentina, sendo novamente o vencedor da Prova 9 de Julho no ano de 1940.
Em 1943 atuava como diretor técnico da Federação Paulista de Ciclismo e Motociclismo, de onde se afastou para se dedicar novamente aos treinos e corridas, defendendo o Juventus até 1944, quando venceu a prova promovida pelo Corinthians.
Deixou o esporte depois de se casar, em setembro de 1944.

## Medalhas
1. 1929 Clube Perdizes - 60 km (3º lugar)
2. 1929 Clube Perdizes - 60 km  1º lugar
3. 1929 Clube Perdizes - ALTO DA LAPA  6º lugar
4. 1929 Prova TACIANO DE OLIVEIRA 120 km  1º lugar -  1929
5. 1929 Educação Física  -  1º lugar -  1929
6. 1930 Federação Paulista de Ciclismo - 30 km  2º LUGAR  -  1930
7. 1930 Federação Paulista de Ciclismo - VOLTA DO MUNIC. 1º lugar -  1930
8. 1931 Federação Paulista de Ciclismo - FESTIVAL       2º lugar -  1931
9. 1931 Federação Paulista de Ciclismo - VOLTA DO MUNIC. 2º lugar -  1931
10. 1931 União Cicl. Bandeirante VELOCIDADE  2º lugar -  1931
11. 1932 Federação Paulista de Ciclismo -  30 km  - 1º lugar -  1932
12. 1932 Prova Saraiva 2º lugar -  1932
13. 1932 1ª Prova Cidade de Santos  18º lugar -  1932
14. 1932 PARTICIPAÇÃO  3º lugar -  1932
15. NÃO IDENTIFICADA 1º lugar -   ?
16. oferta J.M.O.P. 4º lugar -   ?
17. NÃO IDENTIFICADA 2º lugar -   ?
18. 1932 C 1ª Categoria 4º LUGAR  -  1932
19. 1933 E.M.C. 1ª Categoria 1º LUGAR  -  1933
20. 1933 Associação Atlética Light Power 3º lugar -  1933
21. 1933 Associação Atlética Light Power 2º lugar -  1933
22. 1933 Brasil Sport Club 3º lugar -  1933
23. 1933 Federação Paulista de Ciclismo - 30 km - 2º lugar -  1933
24. 1933 I Prova 9 de Julho - 1º Lugar - 1933
25. 1933 Brasil Sport Club - 2º Lugar - 1933
26. ?   Campeonato Brasil Federação Ciclística Brasil - 3º Lugar -  ?
27. 1934 Campeonato Paulista de Velocidade - 2º Lugar - 1934
28. 1934 1ª Categoria - 1º Lugar - 1934
29. 1934 Opera Nacional Dopolavoro - S.Paulo-Campinas-Jundiaí - 1º Lugar - 1934
30. 1934 Premio Miglioretti - 1º Lugar - 1934
31. 1934 Brasil Sport Club - Resistência 110,400m - 1º Lugar - 1934
32. ?  U.S.H. (Velo Sportivo Helenico) - 4º Lugar -  ?
33. 1934 Circuito do Distrito Federal - 5º Lugar - 1934
34. 1934 Campeonato Paulista de Resistência - 1ª Categoria - 1º Lugar - 1934
35. 1934 Prêmio Jornal do Brasil - Rio de Janeiro - 202 km - 1º Lugar - 1934
36. 1934 Brasil Sport Club - Itapecerica - 1ª Categoria - 1º Lugar - 1934
37. 1934 Federação Paulista de Ciclismo - 10 km - 1º Lugar - 1934
38. 1934 II Prova 9 de Julho - 1º Lugar - 1934
39. 1935 Santa Cruz - Rio de Janeiro - 1º Lugar - 1935
40. 1935 Campo Grande - Rio de Janeiro - 1º Lugar - 1935
41. 1935 Campeonato Brasileiro de Resistência Fed.Pta.Ciclismo 1ªCat. - 2º Lugar - 1935
42. 1935 III Prova 9 de Julho da "A Gazeta" -  ? - 1935
43. 1935 II Volta do Distrito Federal - 3º Lugar - 1935
44. 1935 Associação Atlética Ligth Power - 50 km - 1ª cat. - 1º Lugar - 1935
45. 1935 Brasil Sport Club (sem identificação) -  3ºLugar -  1935
46. 1936 Brasão Olímpico de participação nas Olimpíadas de Berlin - 39º Lugar - 1936
47. 1936 Suvenir do Jornal "A Noite" pela participação Olímpica - 1936
48. 1936 União Ciclística Bandeirante - 1ª Categoria - 2º Lugar - 1936
49. 1936 União Ciclística Bandeirante - 1ª Categoria - 1º Lugar - 1936
50. 1937 Tremembé Fut.Club - Volta da Cantareira 1ª Cat. - 3º Lugar - 1937
51. 1937 I. A. L. - 1ª categoria - 2º Lugar - 1937
52. 1937 52- V Prova 9 de Julho - 16º Lugar - 1937
53. 1938 Opera Nacional Dopolavoro - S.Paulo-Campinas -  ? - 1938
54. 1938 VI Prova 9 de Julho - - 2º Lugar - 1938
55. 1939 Associação Brasileira de Ciclismo e Motociclismo - 1ª cat. - 1º Lugar - 1939
56. 1940 V Prova de Porto Alegre - 1º Lugar - 1940
57. 1940 Club Ciclístico Galileu Sembranti - 1ª Categoria - 5º Lugar - 1940
58. 1940 Campeonato Paulista de Resistência - Ass.Pta.Ciclismo e Motocicl.- 1ª cat. - 2º Lugar - 1940
59. 1940 Brasil Sport Club - Itapecerica - 1ª cat. - 3º Lugar - 1940
60. 1940 Juventus - 1ª Categoria - 4º Lugar - 1940
61. 1940 Associação Paulista de Ciclismo e Motociclismo - 1ª cat. - 1º Lugar - 1940
62. 1940 C.C.V.M - 1ª Categoria - 3º Lugar - 1940
63. 1940 Realce - 1ª Categoria - 4º Lugar - 1940
64. 1940 Campeonato Paulista de Velocidade - 1ª cat. - 2º Lugar - 1940
65. 1940 VIII Prova 9 de Julho - 1º Lugar - 1940
66. 1941 Opera Nacional Dopolavoro - 2º Lugar - 1941
67. 1941 Brasil Sport Club 1ª Categoria - 5º Lugar - 1941
68. 1941 Fed. Pta. de Ciclismo - Campeonato Pta. de Velocidade - 1ª cat. - 1º Lugar - 1941
69. 1941 Opera Nacional Dopolavoro - Mérito - 3º Lugar - 1941
70. 1941 Fed. Pta. de Ciclismo - Camp. Pta. de Resistência - 1º Lugar - 1941
71. 1941 Opera Nacional Dopolavoro - Mérito - 1941
72. 1941 Opera Nacional Dopolavoro - 1ª Categoria - 5º Lugar - 1941
73. 1941 Juventus - Fed. Pta. de Ciclismo e Motociclismo - 1ª cat. - 3º Lugar - 1941
74. 1941 Opera Nacional Dopolavoro - 2º Lugar - 1941
75. 1941 V.C.S.A. - 1ª Categoria - 1º Lugar - 1941
76. 1941 R.E.C, - 1ª categoria - 1º Lugar - 1941
77. 1941 Camp. Brasileiro - C.D.B. - 1º Lugar - 1941
78. 1941 Camp. Brasileiro - C.D.B. - 2º Lugar - 1941
79. 1941 Prova de Campinas - 3º Lugar - 1941
80. 1941 Opera Nacional Dopolavoro - 1ª categoria - 6º Lugar - 1941
81. 1941 Opera Nacional Dopolavoro - 1ª categoria - 1º Lugar - 1941
82. 1941 V.C.S.A. - 1ª Categoria - 1º Lugar - 1941
83. ?  Prêmio Getúlio Vargas - 1ª categoria - 1º Lugar -  ?
84. 1941 Liga da Defesa Nacional - Rio Grande do Sul - 5º Lugar - 1941
85. 1941 IX Prova 9 de Julho - C. Atlético Indianópolis -  ?  - 1941
86. 1943 Juventus - 1ª categoria - 2º Lugar - 1943
87. 1943 Torneio Ciclístico Marechal Deodoro- 1ª cat. - 1º Lugar - 1943
88. 1944 Juventus - 1ª categoria - 1º Lugar - 1944